# Телодерма зірчаста
Телодерма зірчаста (Theloderma stellatum) — вид земноводних з роду Theloderma родини Веслоногі.

## Опис
Загальна довжина досягає 3—3,5 см. Голова товста. Очі великі, тулуб щільний. Спина й спинна сторона лап вкриті численними дрібними пухирцями, шкіра на боках практично гладенька. Перетинка на задніх лапах непогано розвинена, сягає середини пальців, на передніх лапах практично відсутня. Присоски великі тільки на 3 наріжних пальцях передніх лап. На внутрішньому пальці і на задніх лапах вони маленькі, округлі.
Основний тон забарвлення спини коричневий з малюнком з чорних і рудувато-помаранчевих витягнутих плям неправильної форми, що нагадують зірки. звідси походить назва цієї амфібії. Задня частина тулуба, основи задніх лап і гомілковостопні суглоби — світлі, майже білі. Черево сірувате з малюнком з великих чорних плям і численних блакитних точок між ними. На барабанній перетинці є велика чорна пляма неправильної форми.

## Спосіб життя
Полюбляє вологі тропічні ліси. Веде виключно деревний спосіб життя. Зустрічається на висоті 500–1200 м над рівнем моря. Живуть групами з самця і кількох самиць. Живиться комахами.
Розмноження відбувається в заповнених водою дуплах дерев.

## Поширення
Поширена на сході Таїланду, у В'єтнамі, Лаосі та Камбоджі.